# Secretario de Agricultura de los Estados Unidos
El secretario de Agricultura de los Estados Unidos (en inglés: United States Secretary of Agriculture) es el jefe del Departamento de Agricultura de los Estados Unidos, encargado los asuntos agrarios. El secretario es miembro del gabinete del presidente.
En la línea de sucesión presidencial, se encuentra en el noveno lugar.

## Historia
Cuando se estableció el Departamento de Agricultura en 1862, su titular, llamado comisionado de agricultura, no era miembro del gabinete. El cargo de secretario de agricultura se creó cuando el departamento fue integrado al gabinete en 1889.

## Secretarios de Agricultura
Partidos
     Demócrata
     Republicano
| N.º | Imagen              | Nombre                     | Estado de residencia | Inicio                   | Final                    | Presidente | Presidente            |
| --- | ------------------- | -------------------------- | -------------------- | ------------------------ | ------------------------ | ---------- | --------------------- |
| 1   |                     | Norman Jay Coleman         | Misuri               | 15 de febrero de 1889    | 6 de marzo de 1889       |            | Grover Cleveland      |
| 2   |                     | Jeremiah McLain Rusk       | Wisconsin            | 6 de marzo de 1889       | 6 de marzo de 1893       |            | Benjamin Harrison     |
| 3   |                     | Julius Sterling Morton     | Nebraska             | 7 de marzo de 1893       | 5 de marzo de 1897       |            | Grover Cleveland      |
| 4   |                     | James Wilson               | Iowa                 | 5 de marzo de 1897       | 5 de marzo de 1913       |            | William McKinley      |
| 4   | Theodore Roosevelt  | James Wilson               | Iowa                 | 5 de marzo de 1897       | 5 de marzo de 1913       |            |                       |
| 4   | William Howard Taft | James Wilson               | Iowa                 | 5 de marzo de 1897       | 5 de marzo de 1913       |            |                       |
| 4   | Woodrow Wilson      | James Wilson               | Iowa                 | 5 de marzo de 1897       | 5 de marzo de 1913       |            |                       |
| 5   |                     | David F. Houston           | Misuri               | 6 de marzo de 1913       | 2 de febrero de 1920     |            |                       |
| 6   |                     | Edwin T. Meredith          | Iowa                 | 2 de febrero de 1920     | 4 de marzo de 1921       |            |                       |
| 7   |                     | Henry Cantwell Wallace     | Iowa                 | 5 de marzo de 1921       | 25 de octubre de 1924    |            | Warren G. Harding     |
| 7   | Calvin Coolidge     | Henry Cantwell Wallace     | Iowa                 | 5 de marzo de 1921       | 25 de octubre de 1924    |            |                       |
| 8   |                     | Howard Mason Gore          | Virginia Occidental  | 22 de noviembre de 1924  | 4 de marzo de 1925       |            |                       |
| 9   |                     | William Marion Jardine     | Kansas               | 5 de marzo de 1925       | 4 de marzo de 1929       |            |                       |
| 10  |                     | Arthur M. Hyde             | Misuri               | 6 de marzo de 1929       | 4 de marzo de 1933       |            | Herbert Hoover        |
| 11  |                     | Henry A. Wallace           | Iowa                 | 4 de marzo de 1933       | 4 de septiembre de 1940  |            | Franklin D. Roosevelt |
| 12  |                     | Claude R. Wickard          | Indiana              | 5 de septiembre de 1940  | 29 de junio de 1945      |            | Franklin D. Roosevelt |
| 12  | Harry S. Truman     | Claude R. Wickard          | Indiana              | 5 de septiembre de 1940  | 29 de junio de 1945      |            |                       |
| 13  |                     | Clinton Presba Anderson    | Nuevo México         | 30 de junio de 1945      | 10 de mayo de 1948       |            |                       |
| 14  |                     | Charles F. Brannan         | Colorado             | 2 de junio de 1948       | 20 de enero de 1953      |            |                       |
| 15  |                     | Ezra Taft Benson           | Utah                 | 21 de enero de 1953      | 20 de enero de 1961      |            | Dwight D. Eisenhower  |
| 16  |                     | Orville Freeman            | Minnesota            | 21 de enero de 1961      | 20 de enero de 1969      |            | John F. Kennedy       |
| 16  | Lyndon B. Johnson   | Orville Freeman            | Minnesota            | 21 de enero de 1961      | 20 de enero de 1969      |            |                       |
| 17  |                     | Clifford M. Hardin         | Nebraska             | 21 de enero de 1969      | 17 de noviembre de 1971  |            | Richard Nixon         |
| 18  |                     | Earl Butz                  | Indiana              | 2 de diciembre de 1971   | 4 de octubre de 1976     |            | Richard Nixon         |
| 18  | Gerald Ford         | Earl Butz                  | Indiana              | 2 de diciembre de 1971   | 4 de octubre de 1976     |            |                       |
| 19  |                     | John Albert Knebel         | Oklahoma             | 4 de noviembre de 1976   | 20 de enero de 1977      |            |                       |
| 20  |                     | Robert Bergland            | Minnesota            | 23 de enero de 1977      | 20 de enero de 1981      |            | Jimmy Carter          |
| 21  |                     | John Rusling Block         | Illinois             | 23 de enero de 1981      | 14 de febrero de 1986    |            | Ronald Reagan         |
| 22  |                     | Richard Edmund Lyng        | California           | 7 de marzo de 1986       | 21 de enero de 1989      |            | Ronald Reagan         |
| 23  |                     | Clayton Keith Yeutter      | Nebraska             | 16 de febrero de 1989    | 1 de marzo de 1991       |            | George H. W. Bush     |
| 24  |                     | Edward Rell Madigan        | Illinois             | 8 de marzo de 1991       | 20 de enero de 1993      |            | George H. W. Bush     |
| 25  |                     | Mike Espy                  | Misisipi             | 22 de enero de 1993      | 31 de diciembre de 1994  |            | Bill Clinton          |
| –   |                     | Richard Rominger Interino  | California           | 31 de diciembre de 1994  | 30 de marzo de 1995      |            | Bill Clinton          |
| 26  |                     | Dan Glickman               | Kansas               | 30 de marzo de 1995      | 20 de enero de 2001      |            | Bill Clinton          |
| 27  |                     | Ann Veneman                | California           | 20 de enero de 2001      | 20 de enero de 2005      |            | George W. Bush        |
| 28  |                     | Mike Johanns               | Nebraska             | 21 de enero de 2005      | 20 de septiembre de 2007 |            | George W. Bush        |
| –   |                     | Charles F. Conner Interino | Indiana              | 20 de septiembre de 2007 | 28 de enero de 2008      |            | George W. Bush        |
| 29  |                     | Ed Schafer                 | Dakota del Norte     | 28 de enero de 2008      | 20 de enero de 2009      |            | George W. Bush        |
| 30  |                     | Tom Vilsack                | Iowa                 | 20 de enero de 2009      | 13 de enero de 2017      |            | Barack Obama          |
| –   |                     | Michael Scuse Interino     | Delaware             | 13 de enero de 2017      | 20 de enero de 2017      |            | Barack Obama          |
| –   |                     | Mike Young Interino        | Washington D. C.     | 20 de enero de 2017      | 25 de abril de 2017      |            | Donald Trump          |
| 31  |                     | Sonny Perdue               | Georgia              | 25 de abril de 2017      | 20 de enero de 2021      |            | Donald Trump          |
| –   |                     | Kevin Shea Interino        |                      | 20 de enero de 2021      | 24 de febrero de 2021    |            | Joe Biden             |
| 32  |                     | Tom Vilsack                | Iowa                 | 24 de febrero de 2021    | 20 de enero de 2025      |            | Joe Biden             |
| –   |                     | Gary Washington Interino   |                      | 20 de enero de 2025      | 13 de febrero de 2025    |            | Donald Trump          |
| 33  |                     | Brooke Rollins             | Texas                | 13 de febrero de 2025    | Presente                 |            | Donald Trump          |